# TRAPPIST-1b
TRAPPIST-1b — екзопланета у зоряній системі TRAPPIST-1 в сузір'ї Водолія, з розмірами, близькими до розміру Землі. Найближча планета до зірки з семи планет в системі. Відкрита 2 травня 2016 року транзитним методом за допомоги телескопа TRAPPIST разом з планетами TRAPPIST-1c і TRAPPIST-1d. Параметри були уточнені на прес-конференції NASA 22 лютого, на котрій також повідомили про виявлення планет e, f, g і h, а також після публікації даних, зібраних телескопом «Кеплер»

## Характеристики планети
Планета обертається навколо ультрахолодної червоної карликової зірки TRAPPIST-1 спектрального класу M.
TRAPPIST-1b має розміри, близькі до земних – її радіус становить 1,116 R⊕, а маса — 1,374 M⊕. За цими даними була обчислена середня густина, що виявилася рівною приблизно 5,4 г/см3, і є лише трохи меншою за густину Землі (5,51 г/см3). Передбачувана температура поверхні без урахування парникового ефекту атмосфери дорівнює +127 ° C.
Згідно з спостереженнями, зробленими телескопом Джеймса Вебба, TRAPPIST-1b або не має атмосфери, або атмосфера є дуже тонкою.
Усі планети системи TRAPPIST-1 мають орбіту, дуже близьку до кругової. TRAPPIST-1b здійснює оборот навколо зірки приблизно півтора дня, а радіус орбіти майже 100 разів менше земного.

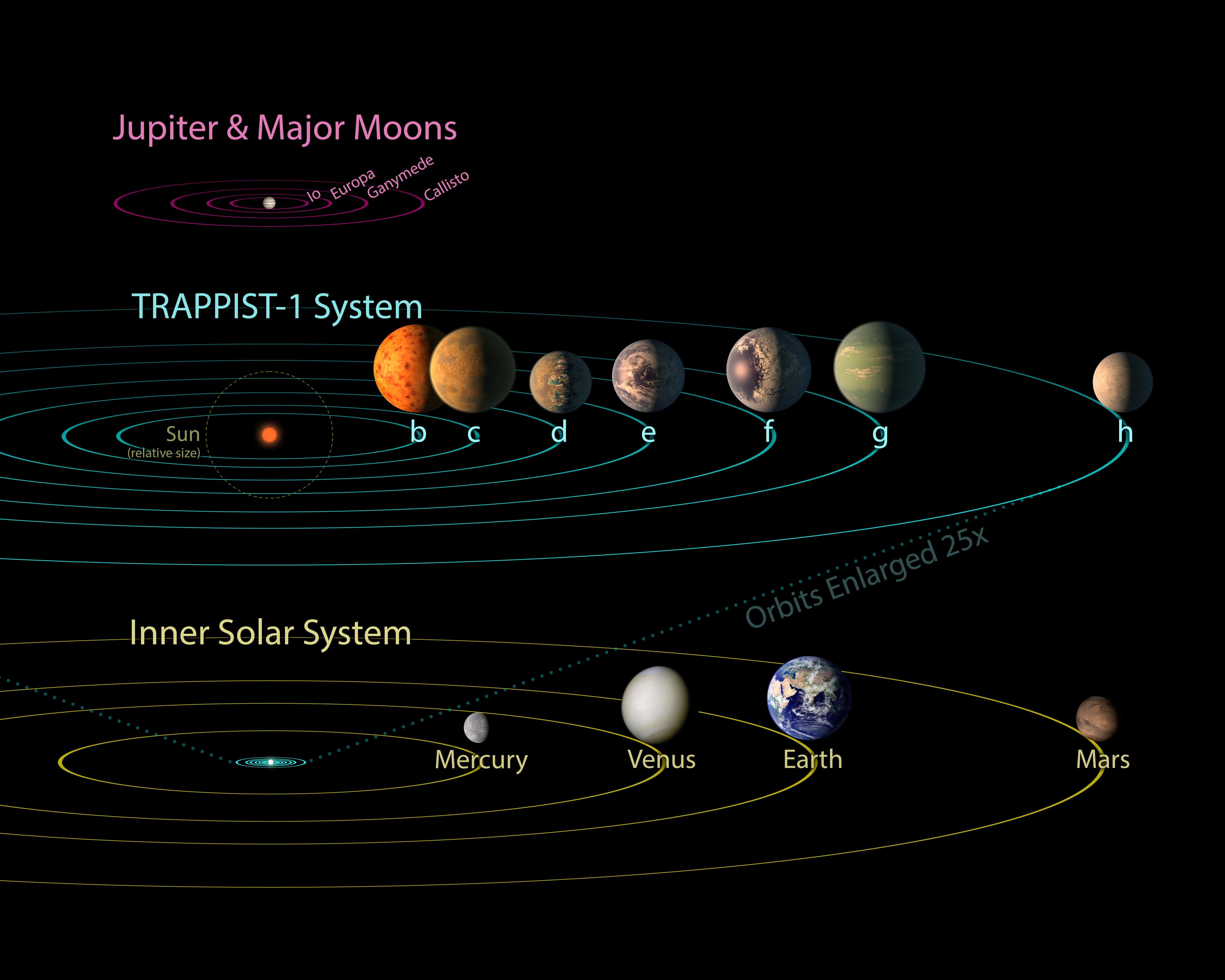
Порівняння розмірів зіркових систем TRAPPIST-1 та Сонячної системи (а також системи супутників Юпітера) за віддаленістю планет від власних зірок (чи Юпітера)